# Cacopsylla sinuata
Cacopsylla sinuata är en insektsart som beskrevs av Crawford 1914. Cacopsylla sinuata ingår i släktet Cacopsylla och familjen rundbladloppor. Inga underarter finns listade i Catalogue of Life.